# Leandra urbaniana
Leandra urbaniana là một loài thực vật có hoa trong họ Mua. Loài này được (Alain) Alain mô tả khoa học đầu tiên năm 2003.